# ميلان (نيويورك)
ميلان (بالإنجليزية: Milan, New York)‏ هي بلدة أمريكية تقع في الولايات المتحدة في مقاطعة دوتشيز. يقدر عدد سكانها بـ 2,370 نسمة ومساحتها 94.0 كم2 و وترتفع عن سطح البحر 167 متر.

## أعلام
- دوين بي. سيمونز